# متطلبات الحصول على تأشيرة لمواطني السعودية
متطلبات التأشيرة للمواطنين السعوديين هي قيود الدخول الإداري الموضوعة من قبل سلطات الدول الأخرى على مواطني المملكة العربية السعودية. اعتبارا من عام 2024 أصبح المواطنون السعوديون يستطيعون الدخول إلى 88 دولة وإقليما سواء بدون تأشيرة أو بتأشيرة عند الوصول، ليحتل بذلك جواز السفر السعودي المرتبة 56 من حيث حرية السفر وفقا لمؤشر هينلي لجوازات السفر.
لا يحتاج المواطنون السعوديون إلى تأشيرة سواء لدخول دول مجلس التعاون الخليجي الأخرى أو الإقامة الدائمة في هاته الدول.

## خريطة متطلبات التأشيرة

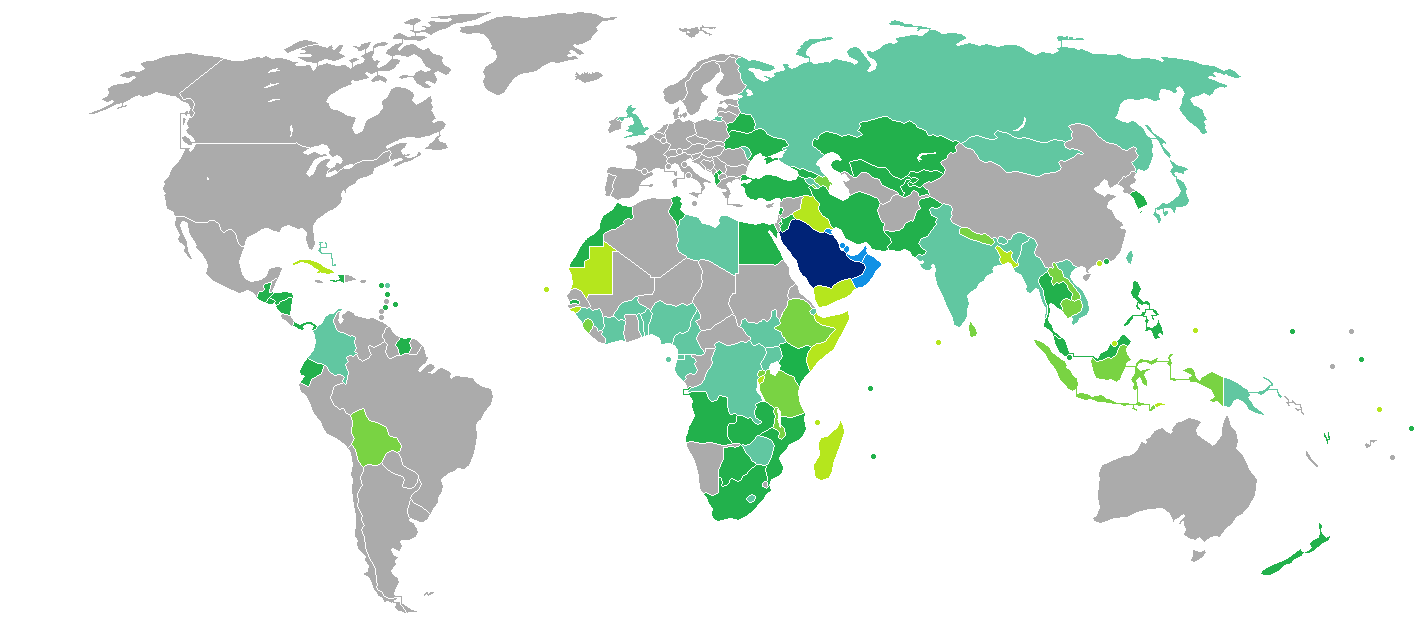
متطلبات التأشيرة للمواطنين السعوديين
المملكة العربية السعودية
حرية التنقل
التأشيرة غير مطلوبة
التأشيرة عند الوصول
تأشيرة إلكترونية
تأشيرة إلكترونية أو عند الوصول
التأشيرة مطلوبة

## متطلبات التأشيرة
| البلد                       | متطلبات التأشيرة | الإقامة المسموح بها | ملاحظات (باستثناء رسوم المغادرة) |
| --------------------------- | --- | ------------------- | --- |
| أفغانستان                   | التأشيرة مطلوبة |                     | |
| ألبانيا                     | تأشيرة غير مطلوبة |                     | |
| الجزائر                     | التأشيرة مطلوبة |                     | |
| أندورا                      | التأشيرة مطلوبة |                     | |
| أنغولا                      | تأشيرة إلكترونية |                     | |
| أنتيغوا وباربودا            | تأشيرة دخول إلكترونية                                                                                                  |                     | |
| الأرجنتين                   | التأشيرة مطلوبة |                     | |
| أرمينيا                     | التأشيرة مطلوبة |                     | |
| أستراليا                    | التأشيرة مطلوبة |                     | - قد تقدم عبر الإنترنت (تأشيرة زائر عبر الإنترنت e600). |
| النمسا                      | التأشيرة مطلوبة |                     | |
| أذربيجان                    | تأشيرة إلكترونية / تأشيرة عند الوصول                                                                                   | 30 يوما             | |
| باهاماس                     | التأشيرة مطلوبة |                     | |
| البحرين                     | تأشيرة غير مطلوبة | - حرية الحركة       | - حرية الحركة |
| بنغلاديش                    | تأشيرة عند الوصول | 30 يوما             | |
| باربادوس                    | تأشيرة غير مطلوبة | 90 days             | |
| بيلاروس                     | تأشيرة غير مطلوبة | 30 يوما             | - يجب الوصول والمغادرة عبر مطار مينسك الدولي. |
| بلجيكا                      | التأشيرة مطلوبة |                     | |
| بليز                        | التأشيرة مطلوبة |                     | |
| بنين                        | تأشيرة إلكترونية / تأشيرة عند الوصول                                                                                   | 30 يوما / 8 أيام    | - يجب أن يكون حاصلاً على شهادة تطعيم دولية. |
| بوتان                       | التأشيرة مطلوبة |                     | |
| بوليفيا                     | تأشيرة عند الوصول | 90 days             | |
| البوسنة والهرسك             | التأشيرة مطلوبة |                     | |
| بوتسوانا                    | تأشيرة غير مطلوبة | 90 days             | |
| البرازيل                    | التأشيرة مطلوبة |                     | |
| بروناي                      | تأشيرة عند الوصول | 30 يوما             | $20 Brunei Dollars only cash يجب الدفع ٢٠ دولار بروناي 🇧🇳 نقد مقبول فقط |
| بلغاريا                     | التأشيرة مطلوبة |                     | |
| بوركينا فاسو                | التأشيرة مطلوبة |                     | |
| بوروندي                     | تأشيرة عند الوصول | 30 يوما             | |
| كمبوديا                     | تأشيرة عند الوصول. يجب مقابلة قبل الدخول و السفر}}                                                                     | 30 يوما             | This should not be Visa on arrival. As per bus offices: Most Arab Nationals and The Middle Eastern passports cannot enter Cambodia from Vietnam border. Nationalities:SAU,IRA,IRQ,KWA,UAE,OMA,QAT,BAH,CYP,EGY,TUR,YEM,PAL,JOR,SYR,LEB,IND. |
| الكاميرون                   | التأشيرة مطلوبة |                     | |
| كندا                        | التأشيرة مطلوبة |                     | |
| الرأس الأخضر                | تأشيرة عند الوصول |                     | |
| جمهورية إفريقيا الوسطى      | التأشيرة مطلوبة |                     | |
| تشاد                        | التأشيرة مطلوبة |                     | |
| تشيلي                       | التأشيرة مطلوبة |                     | |
| China                       | التأشيرة مطلوبة |                     | - 30-day visa exemption for Hong Kong and تأشيرة عند الوصول for Macao. |
| كولومبيا                    | تأشيرة إلكترونية |                     | |
| جزر القمر                   | تأشيرة عند الوصول |                     | |
| جمهورية الكونغو             | التأشيرة مطلوبة |                     | |
| جمهورية الكونغو الديمقراطية | التأشيرة مطلوبة |                     | |
| كوستاريكا                   | التأشيرة مطلوبة |                     | |
| ساحل العاج                  | تأشيرة إلكترونية | 3 months            | - eVisa holders must arrive at Abidjan airport. |
| كرواتيا                     | التأشيرة مطلوبة |                     | |
| كوبا                        | Tourist card required                                                                                                  | 30 يوما             | |
| قبرص                        | التأشيرة مطلوبة |                     | |
| التشيك                      | التأشيرة مطلوبة |                     | |
| الدنمارك                    | التأشيرة مطلوبة |                     | |
| جيبوتي                      | تأشيرة إلكترونية | 31 days             | |
| دومينيكا                    | تأشيرة غير مطلوبة | 21 days             | |
| جمهورية الدومينيكان         | التأشيرة مطلوبة |                     | |
| الإكوادور                   | تأشيرة غير مطلوبة | 90 days             | |
| مصر                         | تأشيرة غير مطلوبة | 90 days             | |
| السلفادور                   | تأشيرة غير مطلوبة | 90 days             | |
| غينيا الاستوائية            | التأشيرة مطلوبة |                     | |
| إريتريا                     | التأشيرة مطلوبة |                     | |
| إستونيا                     | التأشيرة مطلوبة |                     | |
| إسواتيني                    | التأشيرة مطلوبة |                     | |
| إثيوبيا                     | تأشيرة إلكترونية | up to 90 days       | - eVisa holders must arrive via مطار أديس أبابا بولي الدولي |
| فيجي                        | التأشيرة مطلوبة |                     | |
| فنلندا                      | التأشيرة مطلوبة |                     | |
| فرنسا                       | التأشيرة مطلوبة |                     | - التأشيرة غير مطلوبة لحاملي جوازات السفر الدبلوماسية والخاصة. |
| الغابون                     | تأشيرة إلكترونية / تأشيرة عند الوصول                                                                                   |                     | - Electronic visa holders must arrive via مطار ليون مبا الدولي. |
| غامبيا                      | التأشيرة مطلوبة |                     | - In addition to a visa, an entry clearance must be obtained from the Gambian Immigration prior to travel. |
| جورجيا                      | تأشيرة غير مطلوبة | 1 year              | |
| ألمانيا                     | التأشيرة مطلوبة |                     | |
| غانا                        | التأشيرة مطلوبة |                     | |
| اليونان                     | التأشيرة مطلوبة |                     | |
| غرينادا                     | التأشيرة مطلوبة |                     | |
| غواتيمالا                   | تأشيرة غير مطلوبة | 90 days             | |
| غينيا                       | تأشيرة إلكترونية | 90 days             | |
| غينيا بيساو                 | تأشيرة إلكترونية / تأشيرة عند الوصول                                                                                   | 90 days             | |
| غويانا                      | التأشيرة مطلوبة |                     | - 30 days for holders of a sponsor/host invite letter. |
| هايتي                       | تأشيرة غير مطلوبة | 3 months            | |
| هندوراس                     | تأشيرة غير مطلوبة | 3 months            | |
| المجر                       | التأشيرة مطلوبة |                     | |
| آيسلندا                     | التأشيرة مطلوبة |                     | |
| الهند                       | تأشيرة إلكترونية | 90 days             | |
| إندونيسيا                   | تأشيرة غير مطلوبة | 30 يوما             | $35 US Dollars Or 500,000 IDR cash or credit card 509,950 IDR may accept Euros. 30 days but extendable. Will force passengers to book another flight leaving Indonesia before boarding. - Select ports of entry. |
| إيران                       | تأشيرة عند الوصول | 30 يوما             | |
| العراق                      | تأشيرة عند الوصول |                     | - When arriving at Basra International Airport or Al Najaf International Airport. |
| أيرلندا                     | التأشيرة مطلوبة |                     | - التأشيرة غير مطلوبة إذا كان الراكب قد دخل لأول مرة إلى المملكة المتحدة بوثيقة مطبوعة إلكترونية للإعفاء من التأشيرة صادرة عن المملكة المتحدة، فهي معفاة من التأشيرة لمدة أقصاها 90 يومًا في أيرلندا أو حتى نهاية فترة الإقامة الممنوحة في المملكة المتحدة. |
| إسرائيل                     | التأشيرة مطلوبة |                     | - Confirmation from Israeli Foreign Ministry is required before a visa is issued. |
| إيطاليا                     | التأشيرة مطلوبة |                     | |
| جامايكا                     | التأشيرة مطلوبة |                     | |
| اليابان                     | التأشيرة مطلوبة |                     | |
| الأردن                      | تأشيرة غير مطلوبة | 3 months            | |
| كازاخستان                   | تأشيرة غير مطلوبة | 30 يوما             | |
| كينيا                       | تأشيرة إلكترونية / تأشيرة عند الوصول                                                                                   | 3 months            | |
| كيريباتي                    | التأشيرة مطلوبة |                     | |
| كوريا الشمالية              | التأشيرة مطلوبة |                     | |
| كوريا الجنوبية              | Electronic Travel Authority                                                                                            | 30 يوما             | - All visitors are fingerprinted. From September 2021 need K-ETA with the fee of 10,000 won. |
| الكويت                      | تأشيرة غير مطلوبة | - حرية الحركة       | - حرية الحركة |
| قرغيزستان                   | تأشيرة غير مطلوبة | 60 days             | |
| لاوس                        | تأشيرة إلكترونية / تأشيرة عند الوصول                                                                                   | 30 يوما             | قالب:Transcluded sections for the visa articles |
| لاتفيا                      | التأشيرة مطلوبة |                     | |
| لبنان                       | تأشيرة غير مطلوبة | 6 months            | |
| ليسوتو                      | تأشيرة إلكترونية |                     | |
| ليبيريا                     | التأشيرة مطلوبة |                     | |
| ليبيا                       | التأشيرة مطلوبة |                     | |
| ليختنشتاين                  | التأشيرة مطلوبة |                     | |
| ليتوانيا                    | التأشيرة مطلوبة |                     | |
| لوكسمبورغ                   | التأشيرة مطلوبة |                     | |
| مدغشقر                      | تأشيرة إلكترونية / تأشيرة عند الوصول                                                                                   | 90 days             | |
| مالاوي                      | تأشيرة إلكترونية / تأشيرة عند الوصول                                                                                   |                     | |
| ماليزيا                     | تأشيرة غير مطلوبة | 3 months            | |
| جزر المالديف                | Free تأشيرة عند الوصول                                                                                                 | 30 يوما             | - Can be extended |
| مالي                        | التأشيرة مطلوبة |                     | |
| مالطا                       | التأشيرة مطلوبة |                     | |
| جزر مارشال                  | التأشيرة مطلوبة |                     | |
| موريتانيا                   | تأشيرة عند الوصول |                     | - Available at مطار نواكشوط الدولي. |
| موريشيوس                    | تأشيرة غير مطلوبة | 90 days             | |
| المكسيك                     | التأشيرة مطلوبة |                     | - May enter without a visa if obtaining a valid visa or a permanent residency to Canada, Japan, the United Kingdom, the United States, or the Schengen area. |
| Micronesia                  | تأشيرة غير مطلوبة | 30 يوما             | |
| مولدوفا                     | التأشيرة مطلوبة |                     | |
| موناكو                      | التأشيرة مطلوبة |                     | |
| منغوليا                     | التأشيرة مطلوبة |                     | |
| الجبل الأسود                | التأشيرة مطلوبة |                     | |
| المغرب                      | تأشيرة غير مطلوبة | 90 days             | |
| موزمبيق                     | تأشيرة عند الوصول | 30 يوما             | |
| ميانمار                     | تأشيرة إلكترونية | 28 days             | - eVisa holders must arrive via Yangon، Nay Pyi Taw ‏ or مطار ماندالاي الدولي airports or via land border crossings with تايلاند — Tachileik، مياوادي and Kawthaung or الهند — Rih Khaw Dar and Tamu. - eVisa is available for tourism only. |
| ناميبيا                     | التأشيرة مطلوبة |                     | |
| ناورو                       | التأشيرة مطلوبة |                     | |
| نيبال                       | تأشيرة عند الوصول | 90 days             | |
| هولندا                      | التأشيرة مطلوبة |                     | |
| نيوزيلندا                   | Electronic Travel Authority                                                                                            | 3 months            | Use NZeTA app to scan passport, $52 NZD to process NZeTA 52 دولار نيوزيلندي - سياسة التأشيرات في نيوزيلندا must be paid upon requesting an Electronic Travel Authority. - Holders of an Australian Permanent Resident Visa or Resident Return Visa may be granted a New Zealand Resident Visa on arrival permitting indefinite stay (pursuant to the Trans-Tasman Travel Arrangement), subject to meeting character requirements and obtaining an Electronic Travel Authority prior to departure. Such travellers are not required to pay the International Visitor Conservation and Tourism Levy. |
| نيكاراجوا                   | تأشيرة غير مطلوبة | 90 days             | |
| النيجر                      | التأشيرة مطلوبة |                     | |
| نيجيريا                     | التأشيرة مطلوبة |                     | |
| مقدونيا الشمالية            | التأشيرة مطلوبة |                     | |
| النرويج                     | التأشيرة مطلوبة |                     | |
| سلطنة عمان                  | تأشيرة غير مطلوبة | - حرية الحركة       | - حرية الحركة |
| باكستان                     | Electronic Travel Authorization                                                                                        |                     | - Electronic Travel Authorization to obtain a visa on arrival for tourism purposes. - Electronic Travel Authorization to obtain a visa on arrival for business purposes. - Online Visa eligible. |
| بالاو                       | تأشيرة مجانية عند الوصول                                                                                               | 30 يوما             | |
| بنما                        | تأشيرة غير مطلوبة | 180 days            | |
| بابوا غينيا الجديدة         | التأشيرة مطلوبة |                     | |
| باراغواي                    | التأشيرة مطلوبة |                     | |
| بيرو                        | التأشيرة مطلوبة |                     | |
| الفلبين                     | تأشيرة غير مطلوبة | 30 يوما             | |
| بولندا                      | التأشيرة مطلوبة |                     | |
| البرتغال                    | التأشيرة مطلوبة |                     | |
| قطر                         | تأشيرة غير مطلوبة | - حرية الحركة       | - حرية الحركة |
| رومانيا                     | التأشيرة مطلوبة |                     | |
| روسيا                       | تأشيرة إلكترونية | 16 days             | - e-Visa holders must arrive and departure via 29 checkpoints |
| رواندا                      | تأشيرة إلكترونية / تأشيرة عند الوصول                                                                                   | 30 يوما             | |
| سانت كيتس ونيفيس            | تأشيرة غير مطلوبة | 3 months            | |
| سانت لوسيا                  | التأشيرة مطلوبة |                     | |
| سانت فينسنت والغرينادين     | تأشيرة غير مطلوبة | 1 month             | |
| ساموا                       | تأشيرة غير مطلوبة | 60 days             | |
| سان مارينو                  | التأشيرة مطلوبة |                     | |
| ساو تومي وبرينسيب           | تأشيرة إلكترونية |                     | |
| السنغال                     | التأشيرة مطلوبة |                     | |
| صربيا                       | التأشيرة مطلوبة |                     | |
| سيشل                        | Free Visitor's Permit on arrival                                                                                       | 3 months            | - Can be extended up to a year with a fee |
| سيراليون                    | تأشيرة عند الوصول |                     | |
| سنغافورة                    | التأشيرة مطلوبة |                     | - تأشيرة غير مطلوبة for Diplomatic passport holders. |
| سلوفاكيا                    | التأشيرة مطلوبة |                     | |
| سلوفينيا                    | التأشيرة مطلوبة |                     | |
| جزر سليمان                  | التأشيرة مطلوبة |                     | |
| الصومال                     | تأشيرة عند الوصول |                     | قالب:Transcluded sections for the visa articles |
| جنوب إفريقيا                | تأشيرة إلكترونية |                     | - eVisa holders must arrive via مطار أوليفر ريجنالد تامبو. |
| جنوب السودان                | Electronic Visa |                     | - Obtainable online - Printed visa authorization must be presented at the time of travel |
| إسبانيا                     | التأشيرة مطلوبة |                     | |
| سريلانكا                    | تأشيرة إلكترونية / تأشيرة عند الوصول                                                                                   | 30 يوما             | - Visa is obtainable on arrival |
| السودان                     | التأشيرة مطلوبة |                     | - تأشيرة غير مطلوبة for business visits. |
| سورينام                     | تأشيرة إلكترونية |                     | |
| السويد                      | التأشيرة مطلوبة |                     | |
| سويسرا                      | التأشيرة مطلوبة |                     | |
| سوريا                       | التأشيرة مطلوبة |                     | - According to the Law No. 2 of 2014 all visitors require visas prior to arrival. |
| طاجيكستان                   | تأشيرة عند الوصول | 45 days             | - At مطار دوشانبي الدولي. - Visa also available online. - E-visa holders can enter through all border points. |
| تايوان                      | تأشيرة إلكترونية |                     | - Apply online 30-day visit e-Visa before arrival, not extendable. |
| تنزانيا                     | تأشيرة إلكترونية / تأشيرة عند الوصول                                                                                   |                     | |
| تايلاند                     | تأشيرة عند الوصول | 15 days             | - التأشيرة غير مطلوبة لمدة 30 يومًا بدءًا من 9 يوليو 2022. |
| تيمور الشرقية               | تأشيرة عند الوصول | 30 يوما             | |
| توغو                        | تأشيرة عند الوصول | 7 days              | |
| تونغا                       | التأشيرة مطلوبة |                     | |
| ترينيداد وتوباغو            | التأشيرة مطلوبة |                     | |
| تونس                        | تأشيرة غير مطلوبة | 90 days             | |
| تركيا                       | تأشيرة إلكترونية | 3 months            | |
| تركمانستان                  | التأشيرة مطلوبة |                     | |
| توفالو                      | تأشيرة عند الوصول | 1 month             | |
| أوغندا                      | تأشيرة إلكترونية / تأشيرة عند الوصول                                                                                   |                     | - May apply online |
| أوكرانيا                    | تأشيرة غير مطلوبة | 90 days             | |
| الإمارات العربية المتحدة    | تأشيرة غير مطلوبة | - حرية الحركة       | - حرية الحركة |
| المملكة المتحدة             | Electronic Visa Waiver                                                                                                 | 6 months            | |
| الولايات المتحدة            | التأشيرة مطلوبة |                     | |
| أوروغواي                    | التأشيرة مطلوبة |                     | |
| أوزبكستان                   | تأشيرة إلكترونية | 30 يوما             | قالب:Transcluded sections for the visa articles |
| فانواتو                     | تأشيرة غير مطلوبة | 30 يوما             | |
| الفاتيكان                   | التأشيرة مطلوبة |                     | |
| فنزويلا                     | التأشيرة مطلوبة |                     | |
| فيتنام                      | style="background:#bfd; color:black; vertical-align:middle; text-align:center; " class="table-yes2" \|تأشيرة إلكترونية | 90 يوما             | |
| اليمن                       | تأشيرة عند الوصول | 3 months            | |
| زامبيا                      | تأشيرة إلكترونية |                     | |
| زيمبابوي                    | تأشيرة عند الوصول | 90 days             | |